# Combat de Beauvechain
Guerre des Paysans
Batailles
- Saint-Nicolas
- 1er Boom
- Merchtem
- Zele
- Malines
- 2e Boom
- Hooglede
- Moorslede
- Zonnebeke
- 1er Diest
- 1er Louvain
- Alost
- Turnhout
- Enghien-Hal
- Hérinnes
- Audenarde
- Leuze
- 2e Louvain
- Ingelmunster
- Duffel
- Herentals
- Arzfeld
- Clervaux
- Amblève
- Stavelot
- Pollare
- Londerzeel
- Kapelle-op-den-Bos
- Bornem
- Meerhout
- 2e Diest
- 3e Diest
- Mol
- Jodoigne
- Marilles
- Beauvechain
- Hélécine
- Kapellen
- Meylem
- Hasselt

Le combat de Beauvechain se déroule pendant la guerre des Paysans.

## Déroulement
Le 27 novembre 1798, une forte colonne républicaine de fantassins et de cavaliers sort de Louvain et se porte à la rencontre d'une troupe d'insurgés wallons signalés à Hamme-Mille. Le combat a lieu au carrefour des Trois Burettes, à Beauvechain, les insurgés sont écrasés. D'après Auguste Orts ils ont 60 tués, selon Paul Verhaegen ils perdent 150 hommes,.